# Der Hochtourist (1942)
Der Hochtourist ist eine 1942 uraufgeführte Komödie von Joe Stöckel, der auch die Hauptrolle spielt, und Ludwig Schmid-Wildy unter der Regie von Adolf Schlißleder. Die Handlung basiert auf dem 1904 erschienenen Schwank von Max Neal und Curt Kraatz, der mehrfach verfilmt wurde.

## Handlung
Seifenfabrikant Lallinger möchte gerne „Urlaub von der Ehe“ nehmen und hat sich von einem Kegelbruder und Mediziner eine Bergtour „verschreiben“ lassen. Damit der Schwindel nicht auffliegt, hat er dem Portier des Innsbrucker Hotels „Alpenrose“ einen Geldschein geschickt mit der Bitte, seine Post abzusenden und die an ihn gerichtete Post nach München weiterzuleiten. Lallinger vergnügt sich derweil in München auf Faschings- und Künstlerbällen. Seine Briefe schreibt er aus einem Bergbuch des Bergsteigers und Schriftstellers Hans Lindenburg ab. 
Da die poetischen Briefe seiner Frau sehr gefallen, lässt sie diese zu seinem 50. Geburtstag drucken und das Buch an Mitarbeiter, Freunde und Bekannte verteilen. Auf der Suche nach einem passenden Geschenk zu Lallingers 50. ist sein Freund Professor Huber inzwischen auf das Buch Lindenburgs gestoßen und ahnt Fürchterliches.
Derweil hat Lallingers Frau Johanna nicht nur die Briefe drucken lassen, sondern auch die Bergführer aus Lindenburgs Buch und Lallingers Briefen, Vater und Sohn Reinthaler, zur Geburtstagsfeier eingeladen. Auf der Feier setzt Lallinger den Lokalredakteur, der einen Jubelartikel verfassen sollte, mit Alkohol außer Gefecht. Die Reinthalers werden im Weinkeller eingeweiht, sie spielen mit, Vater Reinthaler erzählen den Gästen Bergschwänke, während Sepp Reinthaler die gedruckten Briefe Lallingers an sich bringt.
Reinthalers Geschichten überzeugen Johanna Lallinger und die anwesenden Mitglieder des Wanderclubs „Vom Fels zu Meer“ so sehr, dass sie ihn auf seiner nächsten Tour in die legendäre Ostwand des „Schreckensteins“ begleiten wollen.

## Produktionsnotizen
Die Dreharbeiten fanden von Mai bis Juli 1942 in Schladming in der Steiermark statt. Der Film erlebte am 21. Dezember 1942 seine deutsche Premiere.